# Montpellier Université Club Baseball
Cet article concerne la section baseball du Montpellier Université Club. Pour le club omnisports, voir Montpellier Université Club.
Uniformes
Le Montpellier Université Club Baseball abrégé en MUC Baseball est la section baseball du Montpellier Université Club, localisé à Montpellier. Le club est surnommé les Barracudas de Montpellier et évolue en Championnat de France Élite. Les matchs à domicile sont disputés au Greg Hamilton baseball park nommé ainsi en l'honneur de Greg Hamilton (en), acteur majeur du club dans les années 90.

## Histoire
Le club est fondé en 1985 et évolue parmi l'élite depuis 1992. Les Barracudas remportent trois titres en 1993, 1994 et 1995. Sur la scène européenne, les Barracudas montent sur la troisième marche du podium de la Coupe d'Europe de baseball 1994. En 2023, les Barracudas deviennent champions de France. 

## Palmarès
- Championnat de France Élite : 
  - Champion (4) : 1993, 1994, 1995, 2023
  - Vice-champion (9) : 1996, 1997, 1998, 2000, 2001, 2002, 2004, 2011, 2015
- Challenge de France : 
  - Vainqueur : 2006, 2021 et 2024
- Coupe d'Europe des Clubs Champions : 
  - 3e en 1994 ( La Haye)
  - 7e en 1995 ( Rotterdam)
- Coupe d'Europe des vainqueurs de coupe : 
  - 5e en 1998 ( Zagreb-Karlovac)
  - 7e en 1999 ( Brno)
  - 5e en 2002 ( Ratisbonne)
  - 5e en 2007 ( Hoofddorp)
- Coupe d'Europe CEB : 
  - 4e en 1993 ( Nettuno)
  - 3e en 2000 ( Nettuno)
- Coupe d'Europe des Clubs Champions groupe B : 
  - Vainqueur : 1996 ( Karlovac)
- Coupe d'Europe des vainqueurs de coupe groupe B : 
  - Vainqueur : 1997 ( Montpellier), 2001 ( Montpellier), 2005 ( Montpellier)

### Autres compétitions
- Champion de France de Nationale 1 (équivalent 2e division) : 1991
- Champion de France de Nationale 2 (équivalent 3e division) (3) : 1985, 1997, 2005
- Champion de France D2 (équivalent 4e division) : 1988
- Champion de France 18U (3) : 1990, 1997, 2003
- Champion de France 15U (6) : 1989, 1995, 1996, 2000, 2003, 2007
- Champion de France 12U (2) : 1996, 2001
- Champion de France Softball mixte : 2000

## Bilan saison par saison
| Saison | Division         | Saison régulière | Saison régulière | Saison régulière | Séries éliminatoires                                          |
| Saison | Division         | Classement       | Vic.             | Déf.             | Séries éliminatoires                                          |
| 1991   | Nationale 1 (D2) |                  |                  |                  | Champion                                                      |
| 1992   | Élite (D1)       |                  |                  |                  |                                                               |
| 1993   | Élite (D1)       |                  |                  |                  | finale : V (Paris UC) Champion                                |
| 1994   | Élite (D1)       |                  |                  |                  | finale : V (Paris UC) Champion                                |
| 1995   | Élite (D1)       |                  |                  |                  | finale : V (Saint-Lô) Champion                                |
| 1996   | Élite (D1)       |                  |                  |                  | finale : D (Saint-Lô) Vice-champion                           |
| 1997   | Élite (D1)       |                  |                  |                  | finale : D (Saint-Lô) Vice-champion                           |
| 1998   | Élite (D1)       |                  |                  |                  | finale : D (Savigny) Vice-champion                            |
| 1999   | Élite (D1)       |                  |                  |                  | finale : D (Savigny) Vice-champion                            |
| 2000   | Élite (D1)       |                  |                  |                  | finale : D (Paris UC) Vice-champion                           |
| 2001   | Élite (D1)       |                  |                  |                  | finale : D (Savigny) Vice-champion                            |
| 2002   | Élite (D1)       |                  |                  |                  | finale : D 2-3 (Savigny) Vice-champion                        |
| 2003   | Élite (D1)       |                  |                  |                  | pas qualifié                                                  |
| 2004   | Élite (D1)       |                  |                  |                  | 1/2 f. : V 2-0 (Rouen) finale : D 2-3 (Savigny) Vice-champion |
| 2005   | Élite (D1)       |                  |                  |                  | pas qualifié                                                  |
| 2006   | Élite (D1)       | 7e               | 10               | 19               | pas qualifié                                                  |
| 2007   | Élite (D1)       | 4e               | 13               | 11               | 1/2 f. : D 1-3 (Rouen)                                        |
| 2008   | Élite (D1)       | 4e               | 15               | 13               | poule 1/2 f. : 4e/4 ; 1-11                                    |
| 2009   | Élite (D1)       | 2e               | 21               | 5                | poule 1/2 f. : 3e/4 ; 4-5                                     |
| 2010   | Élite (D1)       | 2e               | 18               | 6                | poule 1/2 f. : 3e/4 ; 2-4                                     |
| 2011   | Élite (D1)       | 4e               | 16               | 12               | 1/2 f. : V 3-1 (Sénart) finale : D 2-3 (Rouen) Vice-champion  |
| 2012   | Division 1       | 6e               | 9                | 19               | 1/4 f. : D 1-2 (PUC)                                          |
| 2013   | Division 1       | 4e               | 18               | 10               | 1/4 f. : V 2-0 (Beaucaire) 1/2 f. : D 1-3 (Rouen)             |
| 2023   | Division 1       | 1er              |                  |                  | finale : V (Montigny-le-bretonneux) Champion                  |